# جون ستيفنز (لاعب كرة قاعدة)
جون ستيفنز (بالإنجليزية: John Stephens)‏ هو لاعب كرة قاعدة أسترالي سابق، ولد في 15 نوفمبر 1979 في سيدني في أستراليا.

## وصلات خارجية
- جون ستيفنز على موقعبيزبول رفرنس.كوم (الدوري الرئيسي) (الإنجليزية)
- جون ستيفنز على موقع مشجعي الرسوم البيانية (الإنجليزية)
- جون ستيفنز على موقع أوليمبيديا (الإنجليزية)